# Stora Görslöv
Stora Görslöv är en bebyggelse i Jonstorps socken i Höganäs kommun. Området var till 2015 och från 2023 av SCB klassat som en småort.